# RAMBO (Brooklyn)
Bridge Plaza, também referida como RAMBO (um acrônimo para "Right After the Manhattan Bridge Overpass"), é um pequeno bairro na zona central da borough de Brooklyn em Nova Iorque. O bairro é limitado pela Flatbush Avenue Extension a oeste, pela Tillary Street ao sul e pela Brooklyn-Queens Expressway (BQE) ao norte e ao leste. A região é conhecida também por razões históricas e no planejamento da cidade como "Bridge Plaza". RAMBO foi parte de Vinegar Hill até à década de 1950, quando a construção da BQP se iniciou.